# Marino (comes)
Marino (Marinus) fue un militar romano occidental que ostentó el cargo de comes domesticorum bajo el gobierno del Honorio.
No se sabe nada sobre su origen o lugar de nacimiento. Probablemente fue nombrado comes rei militaris en el marco de la reestructuración del ejército imperial tras el ascenso de Flavio Constancio en 411.
Comandó las tropas enviadas desde Rávena para rechazar la invasión de Heracliano en el verano de 413 y lo derrotó decisivamente en Ocriculum (Otricoli) aunque el rebelde pudo volver a África para refugiarse. Marino fue, entonces, nombrado comes Africae y enviado a Cartago para eliminar a Heracliano y tomar el control de la diócesis.
En África, no tardó en capturar al rebelde y ejecutarlo. Tras ello, persiguió con saña a sus seguidores dictando un buen número de ejecuciones entre las que destacaron las de Marcelino de Cartago (quien fue reconocido mártir y santo por ello) y su hermano Aprigio, el procónsul de África en ese momento. Aunque sus condenas fueron revocadas por Honorio, el emisario con la orden no llegó a tiempo de evitarlas.
Debido a sus excesos en la represión, Marino fue llamado a Rávena donde fue destituido de su cargo.